# Acyphas leptotypa
Acyphas leptotypa är en fjärilsart som beskrevs av Turner 1904. Acyphas leptotypa ingår i släktet Acyphas och familjen tofsspinnare. Inga underarter finns listade i Catalogue of Life.